# Fjordgård
Fjordgård est une localité du comté de Troms, en Norvège.

## Géographie
Administrativement, Fjordgård fait partie de la kommune de Lenvik.